# Sammy Little
Samuel Ray Little, detto Sammy (29 marzo 1946), è un ex cestista e allenatore di pallacanestro statunitense, professionista nella ABA.

## Carriera
Disputò 3 partite con i Kentucky Colonels nella stagione ABA 1969-70.